# Dinastija Saud
Dinastija Saud (arap. آل سعود), također poznata kao Al Saud, vladajuća je kraljevska obitelj u Saudijskoj Arabiji i jedna od najbogatijih i najmoćnijih dinastija u svijetu. 
Sastoji se od više tisuća članova. Nju sačinjavaju potomci Muhameda ibn Sauda i njegove braće, iako vladajuću frakciju obitelji uglavnom predvode potomci Abdulaziza ibn Abdula Rahmana el Sauda. Dinastija Saud zalaže se za salafizam i ujedinjenje Arabije.
Najutjecajniji član dinastije je kralj Saudijske Arabije. Redoslijed nasljeđivanja saudijskog prijestolja nije po liniji otac — sin, već po liniji brat — brat za sinove kralja Abdulaziza. Procjenjuje se, da obitelj čini 7000 članova. Najveći dio vlasti drži oko 200 potomaka kralja Abdulaziza.
Dinastija Sauda prošla je kroz tri faze: Prva saudijska država, Druga saudijska država i moderna Saudijska Arabija. Prva saudijska država je označila širenje salafizma. Drugu saudijsku državu potresali su stalni unutrašnji sukobi. Moderna Saudijska Arabija ima veliki utjecaj na Bliskom istoku. Dinastija Sauda ima potporu SAD-a i Velike Britanije, radi sigurne isporuke nafte.